# Acraea narona
Acraea narona är en fjärilsart som beskrevs av Hans Fruhstorfer 1917. Acraea narona ingår i släktet Acraea och familjen praktfjärilar. Inga underarter finns listade i Catalogue of Life.